# Paulina Gramaglia
Paulina Gramaglia (* 21. März 2003 in Córdoba) ist eine argentinische Fußballspielerin.

## Karriere

### Klub
In ihrer Jugend war sie von 2016 bis 2020 bei Club Atlético Talleres aktiv. Anfang 2020 startete sie ihre Karriere im Erwachsenenbereich dann bei UAI Urquiza, von dort wurde sie zur Saison 2022 in die NWSL zu Houston Dash verliehen. Dort kam sie aber in der Liga nur ein einziges Mal zum Einsatz. Trotzdem wechselte sie dann zur Saison 2023 fest zu dem Klub, im Februar folgte dann aber eine Leihe nach Brasilien zu Red Bull Bragantino, wo sie voraussichtlich bis Ende des Jahres verbleiben wird.

### Nationalmannschaft
Ihre erstes bekanntes Spiel für die argentinische A-Nationalmannschaft hatte sie am 27. November 2021 bei einem 0:0-Freundschaftsspiel gegen Ecuador. Mit der U20 nahm sie dann im nächsten Jahr an der Südamerikameisterschaft 2022 teil.
Danach folgten für sie ab 2022 im A-Nationalteam weitere Einsätze bei Freundschaftsspielen. Am 8. Juli 2023 wurde sie für den finalen Kader bei der WM 2023 nominiert. Dort erhielt sie bei der 0:1-Auftaktniederlage gegen Italien ihr WM-Debüt.

## Erfolge
Titel:
- Meisterin der brasilianischen Série A2: 2023

Auszeichnungen:
- Torschützenkönigin der brasilianischen Série A2: 2023